# Jakob Stainer
Jakob Stainer, také Jakobus nebo Jacobus Stainer (1617 nebo 1619 Absam – 1683 Absam), byl rakouský houslař.
Jakob Stainer se narodil v tyrolském městečku Absam. V mládí se mu dostalo dobrého vzdělání, naučil se také latinsky a italsky. Kdo se v té době chtěl stát učedníkem u houslaře a nebyl jeho synem, musel mít základní truhlářské vzdělání. Jelikož Stainerův otec byl horník, mladý Jakob se musel učit truhlářskému řemeslu. Původně se chtěl naučit houslařině v Innsbrucku nebo Füssenu, kvůli nepokojům v důsledku třicetileté války se ale rozhodl studovat v Itálii, pravděpodobně v Benátkách. Po skončení studií ještě nějakou dobu cestoval a důležitých vědomostí pravděpodobně nabyl také od Niccoly Amatiho. Od roku 1644 se již stal samostatným houslovým mistrem, jeho nástroje byly oblíbené zvláště na sever od Alp. 26. listopadu 1645 se v Absamu oženil s Margaretou Holzhammerovou a od té doby pracoval převážně ve svém rodišti, ačkoliv byl často na cestách, při kterých prodával své nástroje nebo nakupoval materiály potřebné pro jejich konstrukci.
Jeho originální signatura je
Jacobus Stainer in Absam prope Oenipontum fecit [rok]
prope Oenipontum je v překladu „blízko Innsbrucku“
Ještě v 18. století bylo obvyklé, že někteří houslaři v Mittelwaldu opatřovali své nástroje Stainerovými cedulkami. V této době ještě neznali přesné datum jeho úmrtí, proto se objevují i cedulky s datem výroby 1712. Na konci 19. století a na začátku 20. století vyráběly saské manufaktury desítky tisíc levných plagiátů Stainerových houslí.

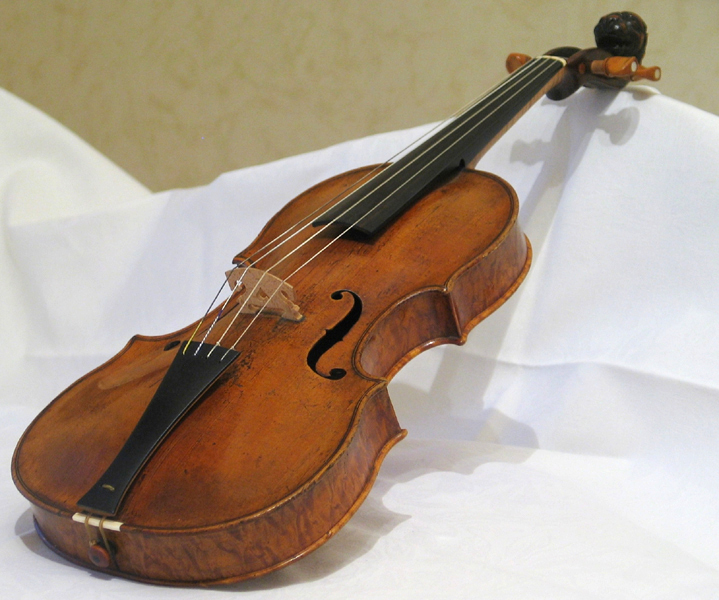
Stainerovy housle]
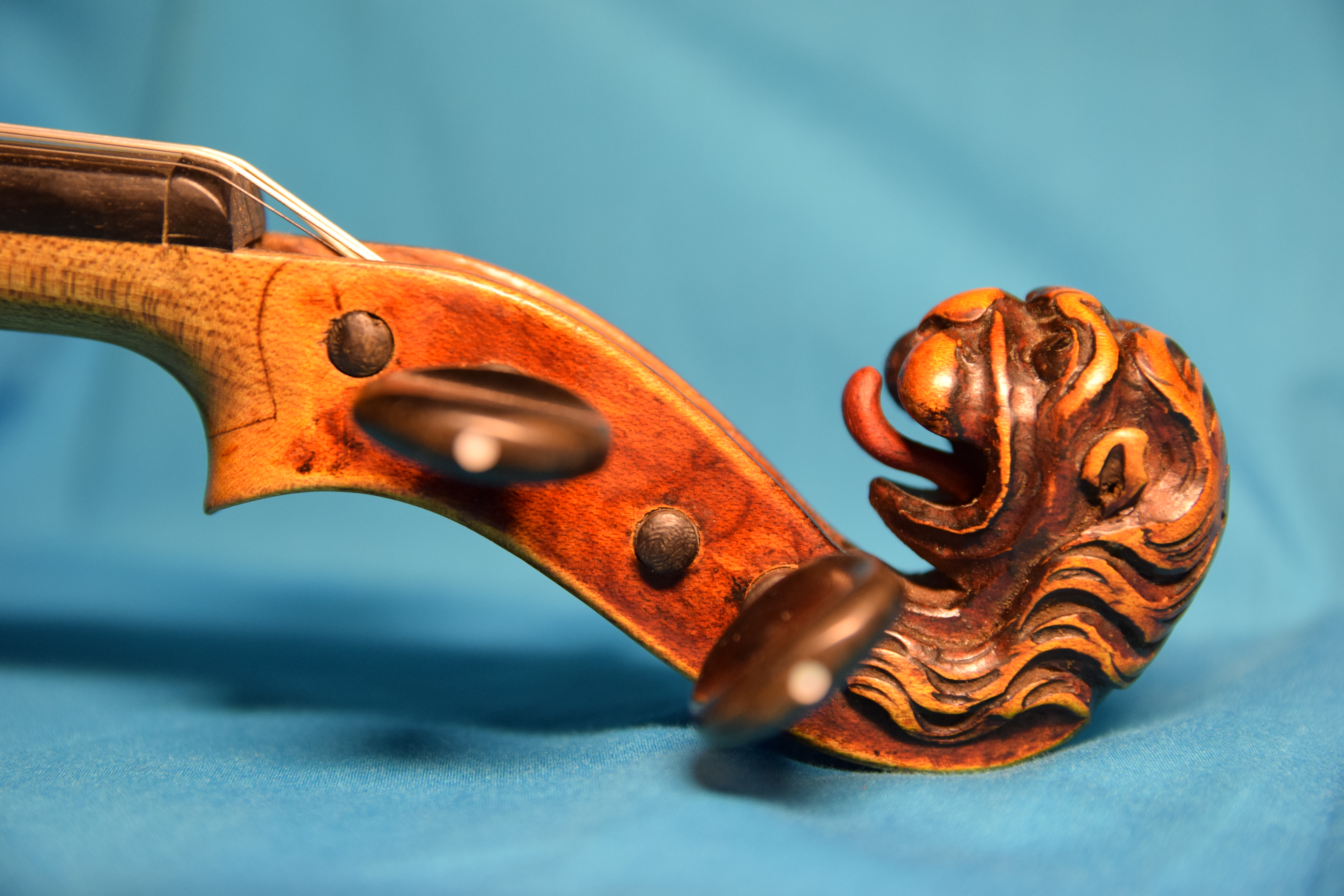